# Эдоло
Э́доло (итал. Edolo) — коммуна в Италии, располагается в провинции Брешиа области Ломбардия.
Население составляет 4275 человек, плотность населения составляет 48 чел./км². Занимает площадь 89 км². Почтовый индекс — 25048. Телефонный код — 0364.
В коммуне  8 сентября особо празднуется Рождество Пресвятой Богородицы. Покровителем городского района Вико почитается святой Фиделий.
Через территорию коммуны проходит железная дорога Брешия-Изео-Эдоло.